# Leptosphaeria hispanica
Leptosphaeria hispanica är en svampart som beskrevs av Checa & G. Moreno 1987. Leptosphaeria hispanica ingår i släktet Leptosphaeria och familjen Leptosphaeriaceae.   Inga underarter finns listade i Catalogue of Life.